# Guam na Letnich Igrzyskach Olimpijskich 2020
Guam na Letnich Igrzyskach Olimpijskich 2020 – występ kadry sportowców reprezentujących Guam na igrzyskach olimpijskich, które odbyły się w Tokio w Japonii, w dniach 23 lipca – 8 sierpnia 2021 roku.
Reprezentacja Guamu liczyła pięcioro zawodników – dwóch mężczyzn i trzy kobiety, którzy wystąpili w 4 dyscyplinach.
Był to dziewiąty start tego terytorium zależnego na letnich igrzyskach olimpijskich.

## Skład reprezentacji

### Judo
| Zawodnik       | Konkurencja       | 1/32              | 1/16             | 1/8              | Ćwierćfinał      | Półfinał         | Repasaż          | Finał/BM         | Finał/BM |
| Zawodnik       | Konkurencja       | Przeciwnik Wynik  | Przeciwnik Wynik | Przeciwnik Wynik | Przeciwnik Wynik | Przeciwnik Wynik | Przeciwnik Wynik | Przeciwnik Wynik | Miejsce  |
| -------------- | ----------------- | ----------------- | ---------------- | ---------------- | ---------------- | ---------------- | ---------------- | ---------------- | -------- |
| Joshter Andrew | do 81 kg mężczyzn | Murodov P 000-110 | NQ               | NQ               | NQ               | NQ               | NQ               | NQ               | NQ       |

### Lekkoatletyka
| Zawodniczka   | Konkurencja          | Eliminacje | Eliminacje | Ćwierćfinał | Ćwierćfinał | Półfinał | Półfinał | Finał | Finał   |
| Zawodniczka   | Konkurencja          | Czas       | Miejsce    | Czas        | Miejsce     | Czas     | Miejsce  | Czas  | Miejsce |
| ------------- | -------------------- | ---------- | ---------- | ----------- | ----------- | -------- | -------- | ----- | ------- |
| Regine Tugade | Bieg na 100 m kobiet | 12,17      | 13.        | NQ          | NQ          | NQ       | NQ       | NQ    | NQ      |

### Pływanie
Mężczyźni
| Zawodnik        | Konkurencja        | Eliminacje | Eliminacje | Półfinał | Półfinał | Finał | Finał   |
| Zawodnik        | Konkurencja        | Czas       | Miejsce    | Czas     | Miejsce  | Czas  | Miejsce |
| --------------- | ------------------ | ---------- | ---------- | -------- | -------- | ----- | ------- |
| Jagger Stephens | 100 m st. dowolnym | 52,72      | 57.        | NQ       | NQ       | NQ    | NQ      |

Kobiety
| Zawodniczka  | Konkurencja        | Eliminacje | Eliminacje | Półfinał | Półfinał | Finał | Finał   |
| Zawodniczka  | Konkurencja        | Czas       | Miejsce    | Czas     | Miejsce  | Czas  | Miejsce |
| ------------ | ------------------ | ---------- | ---------- | -------- | -------- | ----- | ------- |
| Mineri Gomez | 100 m st. dowolnym | 1:04,00    | 51.        | NQ       | NQ       | NQ    | NQ      |

### Zapasy
| Zawodniczka    | Konkurencja     | 1/8              | Ćwierćfinał      | Półfinał         | Repasaż          | Finał/BM         | Finał/BM |
| Zawodniczka    | Konkurencja     | Przeciwnik Wynik | Przeciwnik Wynik | Przeciwnik Wynik | Przeciwnik Wynik | Przeciwnik Wynik | Miejsce  |
| -------------- | --------------- | ---------------- | ---------------- | ---------------- | ---------------- | ---------------- | -------- |
| Rckaela Aquino | do 53 kg kobiet | Bolortuyaa P 0–4 | NQ               | NQ               | NQ               | NQ               | NQ       |